# Hydrochus brevis
Hydrochus brevis – gatunek chrząszcza z rodziny wodopływkowatych.

## Taksonomia
Gatunek ten opisany został po raz pierwszy w 1793 roku przez Johanna Friedricha Wilhelma Herbsta pod nazwą Elophorus brevis.

## Morfologia
Chrząszcz o wydłużonym, ale szerszym i krótszym niż u H. crenatus ciele długości od 2,6 do 3,7 mm, ubarwionym czarno z nieznacznym połyskiem brązowym na pokrywach oraz z niemal jednolicie czarnobrązowymi odnóżami. Głowa jest zaopatrzona w duże, wyłupiaste oczy. Czułki mają trzy ostatnie człony owłosione i formujące buławkę. Długość głaszczków szczękowych jest zbliżona do długości czułków, a ich człon ostatni jest dłuższy niż przedostatni. Przedplecze jest mniej więcej tak szerokie jak głowa i wyraźnie węższe od pokryw. Ma wierzch gęsto pokryty okrągłymi i dobrze oddzielonymi punktami oraz z głębszymi niż u H. megaphallus, wyraźnie rozdzielonymi niepunktowanymi żeberkami wciskami. Zarys przedplecza jest wyraźnie szerszy niż dłuższy, najszerszy w pobliżu przedniej krawędzi i dalej mniej lub bardziej prosto zwężony ku tyłowi. Pokrywy są półtorakrotnie dłuższe niż szerokie, najszersze w pobliżu środka, o wyraźnie punktowanych rzędach oraz równomiernie i równie wysoko wyniesionych kilowato międzyrzędach trzecim, piątym, siódmym i dziewiątym. Rzędy i międzyrzędy pokryw nie są przerwane przedwierzchołkowo poprzeczną listewką. Genitalia samca cechują się edeagusem długości od 0,5 do 0,6 mm, co stanowi mniej niż 1/5 długości ciała.

## Ekologia i występowanie
Chrząszcz wodny, zasiedlający m.in. stawy, preferujący podłoże torfiaste lub piaszczyste. Spotykany także pod napływkami.
Gatunek palearktyczny, znany z Wielkiej Brytanii, Francji, Belgii, Holandii, Niemiec, Szwajcarii, Austrii, Włoch, Danii, Szwecji, Norwegii, Finlandii, Estonii, Łotwy, Litwy, Polski, Czech, Słowacji, Węgier, Białorusi, Ukrainy, europejskiej i syberyjskiej części Rosji oraz anatolijskiej części Turcji. Na „Czerwonej liście gatunków zagrożonych Republiki Czeskiej” umieszczony został jako gatunek narażony na wymarcie (VU).